# Fiat 180
Ne doit pas être confondu avec IVECO 180.
Le Fiat 180 est un camion lourd polyvalent, porteur ou tracteur de semi-remorques, fabriqué par le constructeur italien Fiat V.I. de 1975 à 1977. 
Il fait partie de la très grande famille des camions lourds Fiat V.I. équipés de la nouvelle cabine Fiat « H » aux formes carrées qui sera maintenue jusqu'en 1991. Cette cabine succède à la cabine Fiat dite « baffo » - à moustaches.
Ce véhicule a remplacé le Fiat 691, la base des ensembles « milles pattes » italiens. Il couvre la tranche lourde de transport de 18 à 44 tonnes.
Il ne doit pas être confondu avec l'IVECO 180 qui est sorti 10 ans plus tard.

## Le Fiat 180 en synthèse
Le Fiat 180 n'est en fait que la version modernisée du Fiat 691N1. Il en conserve toute la chaîne cinématique, le châssis réputé pour sa robustesse. Seule la puissance du moteur a été revue à la hausse, le Fiat 8210-02, 6 cylindres en ligne dont la cylindrée est de 13 798 cm3, dispose comme sur les camions de chantier 6x4 Fiat 697, de 260 ch DIN. Ce moteur conserve toutes les caractéristiques qui ont fait la réputation des moteurs Fiat, robustesse, faible consommation et fiabilité. Il dispose d'un couple maximum à seulement 900 tr/min comme tous les camions Fiat V.I. de la gamme lourde. 
Conçu pour remplacer le Fiat 691, pour des charges de 18 à 44 tonnes, en attendant la promulgation du nouveau code de la route italien sur les charges à l'essieu, le changement du côté de conduite etc., ce camion, bien qu'il ne soit qu'une version de transition, maintiendra la réputation de robustesse et de fiabilité de ses prédécesseurs. Comme toute la gamme Fiat V.I. de l'époque, et cela jusqu'en juin 1976 date de mise en application du nouveau code des transports en Italie, la conduite est à droite pour le marché italien, à gauche pour l'exportation, sauf le Royaume-Uni. 
Décliné en porteur et tracteur, uniquement en version 6x2/2, le porteur sera transformé par les spécialistes italiens du secteur en 8x2, avec le quatrième essieu orientable et relevable, pour permettre un PTRA de 44 tonnes des attelages 4+4, quatre essieux pour la motrice et quatre essieux pour la remorque. Le semi remorque était homologable à 40 tonnes en cinq essieux. 
Ce camion a été commercialisé sous les marques Fiat V.I. et OM. Strictement identiques structurellement, les deux modèles se différencient par la présence d'une large baguette transversale chromée au milieu de la calandre de l'OM qui intègre au centre le petit logo « I » de Iveco.

### Caractéristiques techniques
- Moteur : Fiat type 8210.02 - 13 798 cm3 - 260 ch
- Boîte de vitesses Fiat 8+2 mécanique
- PTC : sur porteur 6x2/2 : 18,0 t en Italie, 22,0 t en Europe,
- PTC : sur porteur 8x2 : 22,0 t en Italie, 4e essieu orientable et relevable, plus remorque de 22 t, soit un PTRA de 44 tonnes,
- PTR tracteur semi remorques : Version T - 40,0 t.

Comme d'habitude à cette époque en Italie comme dans bien d'autres pays, les carrossiers spécialisés transformaient les camions 6x2/2 en 8x2 avec l'adjonction d'un essieu autodirecteur et relevable à l'arrière pour atteindre le maximum de PTRA fixé à 44 tonnes en Italie,
Le Fiat 180 sera le dernier camion à 4 essieux italien traditionnel avant l'application du nouveau code européen des années 2000 qui a remis à la mode les ensembles à essieux multiples.

### Série Fiat 180 - 6x2/2
| Modèle                                                               | Années de production | Type moteur  | Cylindrée cm3 | Puissance ch DIN | PTC en tonnes |
| -------------------------------------------------------------------- | -------------------- | ------------ | ------------- | ---------------- | ------------- |
| Fiat 180NC / OM 180NC (6x2/2) transformation en 8x2 par spécialistes | 1975 - 1977          | Fiat 8210.02 | 13 798        | 260              | 18,0/22 - 44  |
| Fiat 180T / OM 180T (6x2/2)                                          | 1975 - 1977          | Fiat 8210.02 | 13 798        | 260              | 40            |

Les routiers italiens ont acquis en nombre ce modèle car ils ne croyaient pas que l'Italie se doterait aussi rapidement d'un nouveau code des transports qui allait devenir la base du code européen des transports, au niveau des charges à l'essieu et des puissances minimales imposées.
Quelle ne fut pas leur surprise lorsque le texte fut opérationnel en juin 1976, ce qui rendait leur outil de travail obsolète car ils avaient investi dans une motrice à 4 essieux dont le moteur développait 260 ch et une remorque à 4 essieux, alors qu'ils pouvaient dorénavant disposer d'un véhicule avec 352 ch minimum pour transporter la même charge de 44 tonnes sur simplement 5 essieux. Une dérogation leur fut accordée jusqu'en 1980 pour continuer à rouler selon les anciennes normes sur les charges transportées.